# Тяжёлые сплавы
Тяжёлые сплавы — это сплавы на основе вольфрама с высокой плотностью, которая составляет не менее 16,5 г/см3. Тяжёлые сплавы получают только методами порошковой металлургии.

## Состав
Основой тяжёлых сплавов является вольфрам, содержание которого может составлять от 76% до 97%. Помимо вольфрама в состав сплавов обычно входят никель, железо и медь, но также могут входить и другие металлы — (молибден, кобальт, хром, серебро). Наибольшее распространение нашли тяжёлые сплавы марок ВНЖ (вольфрам−никель−железо) и ВНМ (вольфрам−никель−медь) .
| Марка сплава              | Плотность г/см3 | Состав, масс. % | Состав, масс. % | Состав, масс. % | Состав, масс. % |
| Марка сплава              | Плотность г/см3 | W               | Ni              | Cu              | Fe              |
| ВНЖ 7-3                   | 17,0            | 90              | 7               | —               | 3               |
| ВНЖ 5-5 (деформированный) | 17,1            | 90              | 5               | —               | 5               |
| ВНЖ 3,5-1,5               | 17,7            | 95              | 3,5             | —               | 1,5             |
| ВНМ 2-1                   | 18,1            | 97              | 2               | 1               | —               |
| ВНМ 3-2                   | 17,3            | 95              | 3               | 2               | —               |
| ВНМ 5-3                   | 16,8            | 92              | 5               | 3               | —               |
| ВНМ 6-4                   | 17,1            | 90              | 6               | 4               | —               |

## Технология получения
Технология получения тяжёлых сплавов основана на методах порошковой металлургии. Методы литья не могут быть применены в связи с большой разницей температур плавления и плотности используемых металлов.
Получение тяжёлых сплавов пропиткой пористого вольфрамового каркаса расплавленными металлами основано на затекании в поры жидкой фазы под действием капиллярных сил и образованием беспористого сплава. Пористый каркас получают прессованием и низкотемпературным спеканием вольфрамового порошка.
Помимо получения тяжёлых сплавов пропиткой, может быть использовано жидкофазное спекание прессовок. В этом случае порошки исходных металлов прессуют под давлением 100−200 МПа и спекают в среде водорода. В зависимости от марки сплава температура спекания составляет 1400−1500 °C для ВНМ и 1450−1550 °C для ВНЖ. В свою очередь этот способ может  быть  заменен на горячее прессование, который одновременно совмещает процесс прессования и спекания.
Полученные сплавы имеют двухфазную структуру, которая состоит из зерен вольфрама округлой формы и связки, представляющая собой твердый раствор вольфрама в Ni−Cu или в Ni−Fe. Рост и образование зерен вольфрама округлой формы связано с процессами растворения-осаждения через жидкую фазу и коалесценцией частиц вольфрама.

## Механические свойства
Тяжёлые сплавы характеризуются хорошей обрабатываемостью и могут быть подвергнуты термомеханической обработке. Твёрдость сплавов находится в пределах 20−30 HRC для марок ВНЖ и 24−30 HRC для марок ВНМ. В случае механико-термической обработки (обжатие на 22−24% с последующим отжигом) сплава ВНЖ 7-3 твёрдость может составлять 36−42 HRC. Предел прочности при растяжении составляет от 530 МПа до 1200 МПа, а относительное удлинение — 0,1−27%.

## Применение
Высокая плотность тяжёлых сплавов позволяет им значительно поглощать γ-излучение. Так, при плотности сплава 16,5 г/см3 коэффициент поглощения в 1,5 раза выше, чем у свинца, поэтому из них изготавливают защитные экраны и контейнеры для хранения радиоактивных веществ. Из тяжёлых сплавов изготавливают сердечники подкалиберных снарядов, маховики колес, противовесы, регуляторы центрифуг, электрические контакты, электроды для контактной сварки, балансиры, противовесы для элеронов самолета, инерционные грузы к часам с автозаводом. Из сплавов марки ВНМ изготавливают роторы гироскопов и гирокомпасов, поскольку они не магнитны.